# Valea Largă, Alba
Valea Largă este un sat în comuna Sălciua din județul Alba, Transilvania, România.

## Locuitorii

### Număr și ocupații

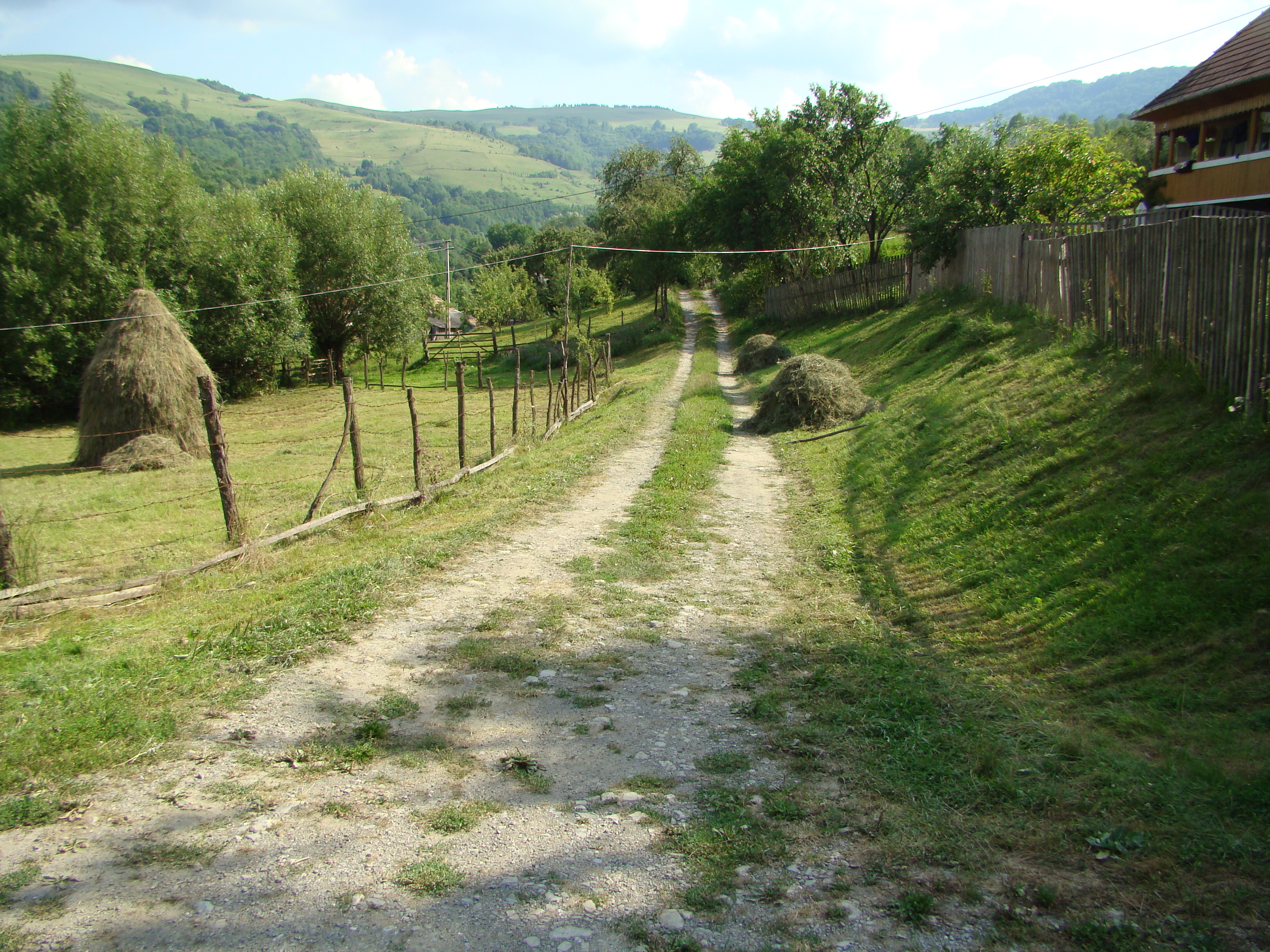
Vedere din sat

Satul are astăzi 50-60 de case (sau fumuri). Locuitorii, români, (în 01.01.2005 populația satului nomăra 121 de locuitori) se ocupă în principal cu creșterea animalelor (bovine și ovine), cultivau și mai cultivă cereale (grâu, secară, orz, ovăz, porumb) și cartofi. În sat sunt livezi cu pomi fructiferi (nuci, meri, peri, pruni, cireși, vișini), unii săteni rotunjindu-și veniturile din pomicultură. Erau câteva familii chiar înstărite cu livezi foarte frumoase: Vojei, Codrescu, Băceștii, Găndreștii, familia Nistea (desprinsă din Găndrești și Bârstănești), care obțineau venituri bune din comercializarea fructelor, în principal pe piața din orașul Turda. Acum cele mai multe dintre aceste livezi sunt îmbatrânite, de altfel ca și majoritatea locuitorilor.
Pantea Eugen, cântăreț mai apoi cantor la biserică, născut prin 1910, își amintește că prin anii 1920 toate casele erau acoperite cu paie, numai casa popii era acoperită cu țiglă. Tot el vorbește de amintirea bunicii sale care zicea că pe când era ea mică, adică pe la 1850, apa văii mergea prin iarbă, pâraiele erau mai scurte și mai mici, dar a fost o rupere de nori, coastele s-au rupt, iar râpele s-au adâncit, torentele au adus bolovani și pietre mari, așa cum se văd acum. Era desigur rezultatul defrișării masive a pădurilor din timpul roirii satelor. Toate delurile erau arate și semănate cu grâu de primăvară, cu ovăz, secară și alac. Atunci, pe la 1920 și mai târziu, toată lumea ara. Secerișul ținea de la 1 august și se termina la 20 octombrie. Câteodată se întâmpla să ningă și oamenii să nu fi terminat de secerat. În perioada secerișului, cei mai înstăriți, cu suprafețe mari de holdă, făceau clăci cu câte 30-40 de oameni cu ceteraș și multă veselie, iar la terminarea secerișului se făcea cununa gâului, dusă la gazdă de către o fată. Pentru a asigura recolta din anul următor, cununa trebuia udată și odată cu ea fata care o ducea. La gazdă avea loc o petrecere cu masă, băutură și joc pentru bucuria rodului.
După primul război mondial a avut loc o prima depopulare mai însemnată a satului. Astfel prin 1925 un număr de circa 20 de familii au plecat în Banat și în Dobrogea. După al doilea război mondial, alte câteva familii au plecat în Banat, unde se formase localitatea Sălciua Nouă.
Culesul din grădina de acasă
După ce se cosea și se usca otava, se culegeau prunele, o parte, cele grase, se puneau la uscat pe coșer pentru făcutul zamei, altă parte, prunele albe, brodoline și bistrițe, se băgau la cadă pentru făcutul țuicii. Femeile culegeau cânepa și o băgau la topit, după vreo trei săptămâni o scoteau, o puneau la uscat ca mai apoi, în zilele bune, se apucau de melițat și o transformau în fuioare pentru tors. Lâna o spălaseră și o pregătiseră pentru tors în primăvară. În octombrie se culegea porumbul, fasolea, varza, bostanii pentru hrana porcilor. Știuleții de porumb se adunau în grămezi de obicei în șură, unde seara se organizau mici clăci de gheojghiocare a știuleților la care participau cei învecinați, prilej excelent de vorbă și de haz. Munca asta, deloc ușoară, la care participau și copii mai mărișori, se prelungea uneori până noaptea târziu la lumina slabă a unui lămpaș. Se scoteau cartofii și sfecla furajeră și se depozitau în silozuri, se puneau într-un șopron sau, mai degrabă, în pivniță.
O nouă epocă, cea a cotelor
Prin anii 50 ai secolului trecut, odată cu instaurarea dictaturii comuniste, satul cu rosturile lui milenare a intrat într-o puternică destabilizare, mai întâi prin măsurile draconice de urmărire a producției agricole și impunerea unui sistem de cote diabolic de neimaginat. Oamenii erau obligați să ducă din vârful muntelui cerealele în pai la o arie din centrul de comună unde se îmblătea cu o batoză a statului desigur naționalizată de la un gospodar mai înstărit. Cota se lua în funcție de suprafețele terenurilor agricole, astfel încât erau oameni care nu mai duceau acasă mai nimic, devenind muritori de foame. Animalele se inventariau cu strictețe; s-au impus cote de lapte, de carne și de lână, ba chiar și de păsări și de ouă, fără de care omul nu putea cumpăra din magazinele de stat zahăr, ulei, petrol sau stambă. În aceste condiții, în câțiva ani mari suprafețe de teren au rămas nearate și nesemănate, iar, ca să poată trăi, cei tineri au căutat locuri de muncă în industrie, în primul rând în minerit.
De prin anii 60 ai secolului XX, odată cu extinderea exploatărilor miniere, populația tânără a mers să muncească în mină și în uzina mecanică din Baia de Arieș, devenind un fel de nici țărani, nici muncitori. Meseriile noi i-au dus și pe o parte din Văeleni departe de casă, prin Turda, Timișoara, Hunedoara, unde găseau mai ușor de lucru.
Astăzi satul aproape că se pustiește datorită plecărilor celor tineri să muncească în străinătate. Sunt însă semne că unii ar reveni în satul părinților și al moșilor.
De remarcat că majoritatea bărbaților din sat sunt calificați în școli profesionale în meserii pe care nu le mai practică. Acum, că minele și uzina de flotare a minereului s-au închis, muncitorii de acolo au fost disponibilizați, au primit ajutoare de la stat, cei mai mulți dintre ei s-au pensionat.

### Structură și organizare familială
De-a lungul timpului, satul, având la bază familia, s-a dezvoltat pe cei doi versanți ai văii, înspre fundul ei, între păraie împădurite constituindu-se cele câteva cătune: Borăști, Curășăști, Jăcești, Bârzogănești, Bârstăneși, Codrești, Găndrești, Băcești, Popicești, Bologești. Geografia locului și așezarea familiilor din respectivele cătune au fost cândva versificate: "Ciurcu, Cureș, Vagon, Jac, Imbrea, Budulău, Nonic, Hup, Cocoș, Dămian, Șilip".
De obicei familia își construia casa în funcție de suprafața de teren ce-o avea, care era bine să fie cât mai mare pentru nevoile unei economii agro-pastorale. Erau câteva familii foarte vechi și înstărite care aveau în jurul casei câte 5-6 hectare de pământ, altele câte 10-20 de hectare sau chiar mai multe. În mod tradițional într-o casă de numai două încăperi, cum erau casele vechi construite din lemn și acoperite cu paie, formate din tindă și casa de dinainte, locuiau câteva generații de oameni.
Cu timpul, de pe la începutul secolului XX sau poate ceva mai devreme, casa veche a fost înlocuită cu casa nouă cu două nivele și târneț (sau: târnaț), jos aflându-se una sau două pivnițe sau alte facilități, iar sus fiind două camere cu intrări separate, dar cu o ușă între ele, camere care separau în parte cele două familii. Ușa dintre cele două camere servea de comunicare între componenții aceleiași familii, dar era necesară și în cazul creșterii copiilor.
Puterea economică a familiei era desigur și rezultatul acestei comuniuni, srânsa legătură dintre generații într-o organizare de tip patriarhal, care ținea la un loc suprafețe relativ mari de teren, iar munca era riguros repartizată pe membrii familiei pentru o cât mai mare eficiență. Totuși puține familii au reușit să-și păstreze această organizare. Mai ales în cazul familiilor cu mulți copii terenurile s-au împărțit între frați, adeseori s-au mărunțit în zeci și sute de tarlale, unii desigur sărăcind. Cei fermi, cu copii puțini și cu grija realizării unor încuscriri pe bază de avere, au reușit să-i păstreze suprafețe mari de teren sau chiar să și le sporească.
Odată cu fenomenul de roire a satelor din urmă cu două-trei secole, nevoia tot mai acută de pământ a dus și aici la defrișarea unor mari suprafețe de păduri pentru a fi redate agriculturii și păstoritului. Lemnul uneori l-au transformat în cărbune, pe care o parte l-au comercializat în orașele în curs de industrializare. De aici a rezultat numele de Cărbunări.
Satul se conducea după cutume proprii, puterea decizională a obștii manifestându-se prin Consiliul bătrânilor.

## Organizarea agrară și pastorală
O deosebită importanță a avut în aceste zone de pe valea Arieșului mijlociu organizarea agrară și pastorală. Oamenii au înțeles de timpuriu că pe solurile sărace producția de cereale depinde de îngrășarea terenurilor prin gunoire cu animalele, în special cu oile ținute peste noapte în staul. Suprafețelor mai mari de teren ce era gunoit trebuia să le corespundă un număr mai mare de animale, dar care consumau peste iarnă mult fân, pentru care era nevoie de multe brațe de muncă la cosit și la strânsul lui. S-a impus astfel alternanța țarină-imaș, adică într-un an terenul se ara și se semăna, în celălalt se pășuna și se gunoia natural prin prezența oilor și vitelor mari la pășunat, cu excepția boilor, care se duceau în ciurdă pe platoul de pe Muntele Mare.
Mai la îndemâna oamenilor erau locurile de pe terasele cu pante domoale de desupra satului, delimitate adeseori de păraie mari și foarte adânci, datorate eroziunii solului, de obicei împădurite, unde puteau zăcări în timpul verilor toride oile și vacile însoțite de viței: Doștină, Orziște, Lucaci, Față, Cărbunări. O atenție deosebit acordau sătenii ternurilor mai îndepărtate aflate la 5-6 km de sat la Meterg, sau După Stână ori în Fața Natului, teren în hotar cu Brăzăștenii la 8 /9 km. În aceste spații de câteva sute de hectare ieșeau vălenii cu oile la colibă.

### Coliba

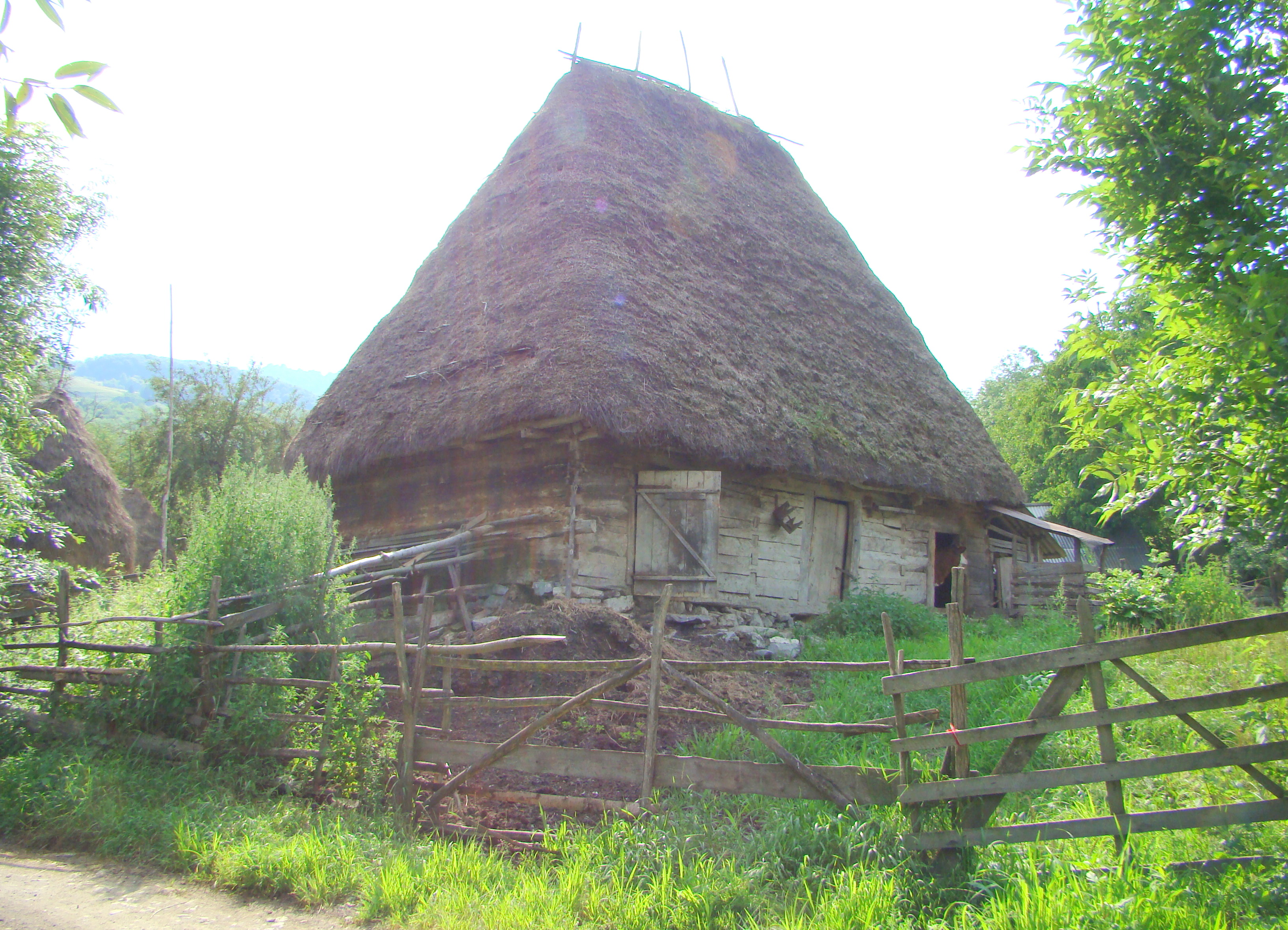

Coliba, o constucție-adăpost din bârne acoperită cu paie, cu o suprafață ce varia între 9 și 16 mp, cu o vartă de foc și polițe pe pereți, eventual cu un pătucean, devenea peste vară un adevărat centru de procesare a produselor lactate: caș, unt, jântiță, urdă, zară, o parte dintre aceste alimente ducându-se zilnic acasă pentru nevoile familiei. Amenajarea interioară a colibei era expresia sensibilității și hărniciei băciței.

### Viața la colibă
Tot spațiul acesta pastoral era împânzit de colibe și de staule, câte 10-20 pe câte un versant, în vreme ce dincolo de culme erau altele. Această densitate umană a făcut să se împuțineze fiarele, principalul dușman al oilor fiind lupul, care nu o dată făcea pagube, așa că oile trebuiau bine păzite mai ales noaptea, chiar dacă se aflau în staul. Paza aceasta ca și toată treaba de la stână cădea în sarcina femeilor, ba nu de puține ori paza oilor peste noapte ca și mulsul și prepararea cașului revene unor fete abia ajunse la pubertate. Bărbații erau plecați la munci mai grele, precum cositul și adunatul fânului ori sapa porumbului și a cartofilor. Pe tarla, mai aproape sau mai departe de colibă, era staulul în care erau adăpostite oile pe timpul nopții, lângă care se afla cramba, un adăpost mobil de două persoane așezat pe tălpici de sanie, făcând astfel mai facilă deplasarea ei. Mai ales pe înserate, după ce oile și vitele erau așezate la locul lor, tot imașul vuia de chiote, de apeluri către vecini și nu numai, prin care tinerii își exprimau prezența și atașamentul într-un spațiu nocturn devenit nesigur: "Uuuu, tu Mărie, tu!", "Uuuuu/hu/hu/huuu!, mă Ioane, mă!"...
După mulsul de dimineață, oile și vitele erau lăste libere sau în paza copiilor, cei mari trebuind să meargă în altă parte la lucru, la sapă, la fân, ducând cu ei și produsele lactate necesare familiei. În aceste cazuri, de cele mai multe ori mama dormea în crambă cu copilul, asta nu doar din nevoi practice ci și ca o garanție a fidelității, căci imașul era plin de hăndrălăi, care puteau atenta la pudiciate femeilor. În cazul fetelor situația devenea uneori dramatică, nu o dată întâmplându-se să se nască aici copii din flori...

### Ieșitul la colibă
Ieșitul din țarină la colibă se făcea de obicei după sfinții Constantin și Elena și era însoțit de un adevărat ritual. Mai înâi se ducea acolo la colibă bărbatul, care repara coliba, refăcea vatra, punea polițe, băga mușchi printre crăpaturile dintre bârne, ducea acolo lemne și punea în fața colibei armindenul, semnul prezenței vieții. Imediat se ducea staulul pentru oi și cramba, celelalte lucruri trebuitoare la stână, de care avea grijă femeia. Tot în sarcina femeii, dar și a copiilor, era dusul oilor și a vitelor. Dacă vitele erau mânate din urmă de băieții mai mari folosindu-se de biciul din care pocneau cu anumite semnificații, oile erau duse de femeie și de copii mai mici, care dau după ele cu jăpălici de salcie, o moștenire străveche păstrată încă în Apuseni, obicei ritualic de forțare a vitalității și norocului. Niciodată aici oile nu se mână cu bâta, ca în alte părți, măcar că ciobanii de pretutindeni nu-și lovesc oile sau câinii.

### Binecuvântarea colibelor
Până la sfinții Petru și Pavel sau imediat după această dată în imaș se face rugăciune la Cruce, după care preotul vizitează măcar una dintre colibe pentru sfeștanie, prilej cu care băcițele pregătesc cașul popii.

### Stâna la sărbători
În zilele de sărbătoare, activitatea la stână era preluată de cei vârstnici, cei tineri urmând să meargă în sat la horă, dacă jocul nu se organiza chiar în imaș. Copiii profitau și ei cât puteau de mult de libertatea ce le-o oferea sărbătoarea, dându-se în zbârdăn.

### Șurile
Șura era o anexă dintre cele mai importante în economia agrară a satului. De obicei era formata din două poieți și șura propriu-zisă, spații în care se putea intra cu carul încărcat cu fân sau cu snopi de grâu, de ovăs sau de secară. În cele două puduri de pe poieți se depozita fân, iar pe căpriorii șurii se depozitau de obicei snopii cu cerealele în pai. Șura se transforma iarna în arie pentru îmblatitul cerealelor, adică se slivesea cu argilă amestecată cu pleavă pentru a nu se risipi boabele printre crăpături și găurile de acolo. De obicei, șura mare, acoperită cu paie, se consruia ceva mai departe de casă, să zicem la 70 - 80 de pași, pentru ca în eventualitatea unui incendiu să nu ardă și casa.
Gardul șurii. De-mprjurul șurii, în funcție de spațiul disponibil și de utilități, se construia un gard de obicei din lețe de brad, care proteja un spați variabil, între 10 și 30 de ari. Aici se depozita în clădituri de 4-5 clă de fân și se făceau stogurile de snopi în vederea îmblătitului sau reieratului. În acest gard al șurii puteau fi câțiva pomi: un cireș, câțiva pruni, un păr sau mai mulți. În tangență cu acest gard se afla uneori un coteț de porci și un șopron lentru acareturi. În acest spați se lăsau în semilibertate vițeii, mânjii și porcii, cărora pentru a nu face stricăciuni, a râma terenul care se mai și cosea, li se puneau în plit belciuge, uneori juguri triunghiulare pentru a nu putea ieși afară din gard printre lețe.
În spațiile agro-pastorale mai îndepărtate, la Meterg și în Fața Natului, familiile mai înstărite au construit, pe lângă o colibuță, adăposturi mari și trainice pentru vite, șuri ca cele de acasă cu două poieți între ele fiind șura cu cele doua poduri, în care se depozita fânul și cerealele în pai, căci aici, datorită depărtării de sat și a drumurilor rele, își iernau sătenii o parte din vitele mari, așa ca un membru al familiei, mai rar doi, rămânea peste iarnă aici într-o cumplită izolare să aiba grijă de vite. Noroc că omul avea destul de lucru, trebia să dea de mâncare vitelor, să le rânească, să îmblătească, să-i facă mâncare. Aici, departe de sat, viețuiau și multe fiare, și nu o dată se putea întâmpla ca omul dus după o sarcinâ de fân la o claie ceva mai departe de sălaș să se întâlnească cu vreo haită de lupi aflați tocmai în perioada de împerechiere, întâmplări povestite la revenirea acasă spre mirarea copiilor...
Notă: Mai multe informații desprte viața și organizarea locuitorilor de pe valea Arieșului mijlociu se găsesc în studiul reputatului etnolog Valer Butură din Cluj, născut în comuna Sălciua, intitulat: "Adăposturi temporare în sud-estul Munților Apuseni", publicat în Anuarul etnografic al Transilavaniei pe anii 1957-1958.
Morile și pivele
Prin anul 1920 funcționau în sat, de-a lungul văii, cinci mori de apă și câteva teascuri de ulei. Două dintre ele au măcinat până prin anii '50, când dictatura comunistă le-a interzis, sau măcinatul a devenit supravegheat de stat, uiumul trebuind să fie luat de acesta și, desigur, de secretarii și activiștii de partid. Aceste mori mergeau de obicei primăvara și vara, până prin iunie, căci peste vară valea seca cu desăvârșire. Existența a cinci mori într-un sat de nici o sută de case, cu o populație de circa 400 de suflete, este semnul unei economii agrare dezvoltate și a unei populații stabile. Dacă era pe vale apă și situația o impunea, se măcina și peste vară și în toamnă, mai rar iarna când apa pe vale îngheța. Moara cu o forță mai mare era la Buleandră, căci acolo se aduna apa de pe mai multe fire ale văii, iar moara aceasta avea două pietre de măcinat. Pe una, de obicei, se măcina porumb (pe cea mai mică), iar pe cealaltă se măcina grâu. Dacă drumurile nu erau prea stricate, se ducea la moară măcinișul cu carul, în saci, iar dacă drumurile erau rele, măcinișul se ducea în desagi cu calul sau chiar în spate. Făina rezultată era depozitată într-un coș, o ladă mare cu două despărțituri, pentru făina de grâu și pentru cea de mălai.
Teascurile/pivele de ulei aveau de lucru doar spre primăvară, când se consumaseră toți pepenii/bostanii dați hrană porcilor și vitelor. Era o perioadă cum nu se putea mai potrivită pentru producerea uleiului de sâmburi de bostan, una aliment deosebit de consistent pentru perioada postului. De obicei uleiul de bostan se mânca întins sau picurat pe câte o felie de pâine, mai rar de mălai sau mămăligă, aliment care, în lipsa laptelui și ouălelor, asigura o hrană bogată mai ales pentru copii și tineret, dar și pentru vârstnici.
Fântânile
Satul nu duce lipsă de apă de băut și adăpat vitele, dar majoritatea izvoarelor sunt slabe, iar în verile secetoase unele seacă, pe când iarna îngheață. Localnicii/bătrânii au avut un adevărat cult al fântânilor cu izvoare bogate și apă bună care înseamna sănătate. Erau în sat câteva fântâni recunoscute pentru apa rece și dulce: la Cocoș/Bârstănești, sub drum, La Cârstea, în fundul părăului de la Băcești, spre Pitea, Fântâna Popii. Fântânile acestea, de mici adâncimi, erau construite din piatră și acoperite cu o lespede mare peste care s-a pus un strat gros de pământ. Nefiind adânci, apa se împrospăta mereu de un izvor puternic. Datorită acestui fapt, apa nu îngheța iarna niciodată și, la nevoie, oamenii își adăpau aici vitele mari. Atât de apreciate erau aceste fântâni încât erau oameni care le căutau apa fie și de la mari depărtări, iar pentru un bolnav cu arșiță o ultimă dorință înainte de a muri era să i se aducă apă de la una dintre aceste fântâni.
Cei doi frasini de lângă casă
Era obiceiul, din motive practice dar probabil și magice, să se planteze lângă casă unul, doi sau mai mulți frasini, un copac de esență tare cu rădăcinile puternic înfipte în pământ și cu viață de câteva sute de ani. Acești copaci protejau casa de intemperii, iar în verile fierbinți produceau o umbră binefăcătoare. Se mai plantau doi frasini la intrarea în gardul șurii, copaci care țineau vramnița-poarta de la intrare. Uneori se plantau frasini de-a lungul gardului șurii sau al celui de pe lângă casă pentru a-i da rezistență. La o anumită vârstă, acești copaci toamna se ciontau - se retezau la înălțimea de 2 - 3 metri, iar crengile bogate în frunze se împachetau într-o frunzare, crengi care se despachetau iarna și se dădeau hrană oilor pentru a economisi fânul. Frunzele de frasin și cele de mesteacăn, afirmă localnicii, sunt adevărate delicatese pentru oile care tocmai au început să fete. 
După ce de-a lungul zecilor de ani unele case și gospodării au dispărut din varii motive, astăzi se mai pot vedea frasini bătrâni care amintesc că în acel spațiu a existat cândva o locuință.

## Obiceiuri, credințe, tradiții
Oamenii văii erau buni păstrători ai tradiției. Datinile și obiceiurile folclorice străvechi se îmbinau în mod fericit cu cele religioase, fapt ce reiese cel mai bine din obiceiurile de Crăciun și Anul Nou, dar și din alte situații cum sunt ritualurile din timpul ieșitului la arat sau cele din timpul verii, când se oficiau slujbe religioase la crucile dintre holde sau la stâne.
Sătenii de aici erau foarte mândri de portul lor tradițional, pe care, odată cu plecarea lor să lucreze în centre industriale, încet-încet l-au abandonat înlocuindu-l cu haine de cumpărat. O parte dintre cei care nu au fost doborâți de silicoză lucrând în mină au continuat să-și urmeze tradițiile.
Stupăritul
Stupăritul era o tradiție străveche în zonă. Mai toate familiile aveau pe lângă casă o stupină, fie ea numai de 4-5 stupi. Pe părțile însorite ale caselor sau șurilor se puneau polițe special făcute, pe care erau înșirate coșnițele făcute din curpeni sau nuiele de salcie. Acești stupi asigurau familiei mierea pentru alimentație sau de leac. Mierea se mai folosea la prepararea băuturilor seducătoare, cum era țuica în care se macera izmă creață. Cu timpul, în epoca modernă, odată cu apariția în comerț a zahărului, cei mai mulți oameni au renunțat la stupărit sau și-au făcut stupini moderne. De altfel, îngrijirea stupilor era o treabă nu chiar ușoară, apoi, la începutul verii, omul trebuia să fie mereu cu ochii pe stupii gata să roiască. Era credința că un roi pus pe plecare putea fi oprit printr-un ritual. Când roiul dădea să plece și omul nu-l putea recupera prin mijloace obișnuite, în el se arunca cu pietriș sau omul cădea în genunchi și începea să înnoade firele de iarbă în vreme ce fluiera într-un anumit fel, imaginând o horă a întoarcerii. 
Importanța ce se acorda in diferite epoci dar mai ales în epoca medievală stupăritului rezultă și din zisa gazdei pe când vine cineva în vizită cu o treaba și se grabește:"Da, stai o țâră la noi să ne seie stupii" și nu "Să ne steie pețitorii".
Corobețe și prune uscate
La mare cinste erau corobețele, mai ales pentru prepararea mâncării de post și nu numai. Corobețele erau mere sau pere tăiate felii și deshidratate în mai multe moduri: puse pe o scândură sub streașina casei la soare; puse pe acoperișul unui șopron sau băgate în cuptor după ce se cocea pâinea. La fel se deshidratau și prunele, dar cel mai adesea ele se uscau pe o leasă de nuiele a unui coșer de circa 1,30m/2m, în gura căruia se făcea foc din butuci sau lemne groase ca să țină focul cât mai mult timp. Fructele deshidratate se puneau la păstrat pe polițe în cămări sau în podul casei. Se mâncau de obicei în zilele de post sau se prepara din ele o zeamă gustoasă. Prunele uscate, de obicei cele grase, se băgau în ciorba de cartofi făcută pe os de porc, dându-i acesteia un gust dulce-acrișor.

## Școala
În funcție de numărul de copii din sat, cândva de 15-20, acum 5-6, și de posibilitatea ca un învățător să accepte să stea în acest sat de munte, oamenii au avut, cu intermitențe, o școală a satului (situată lângă biserica nouă), primară sau elementară.

## Viața religioasă

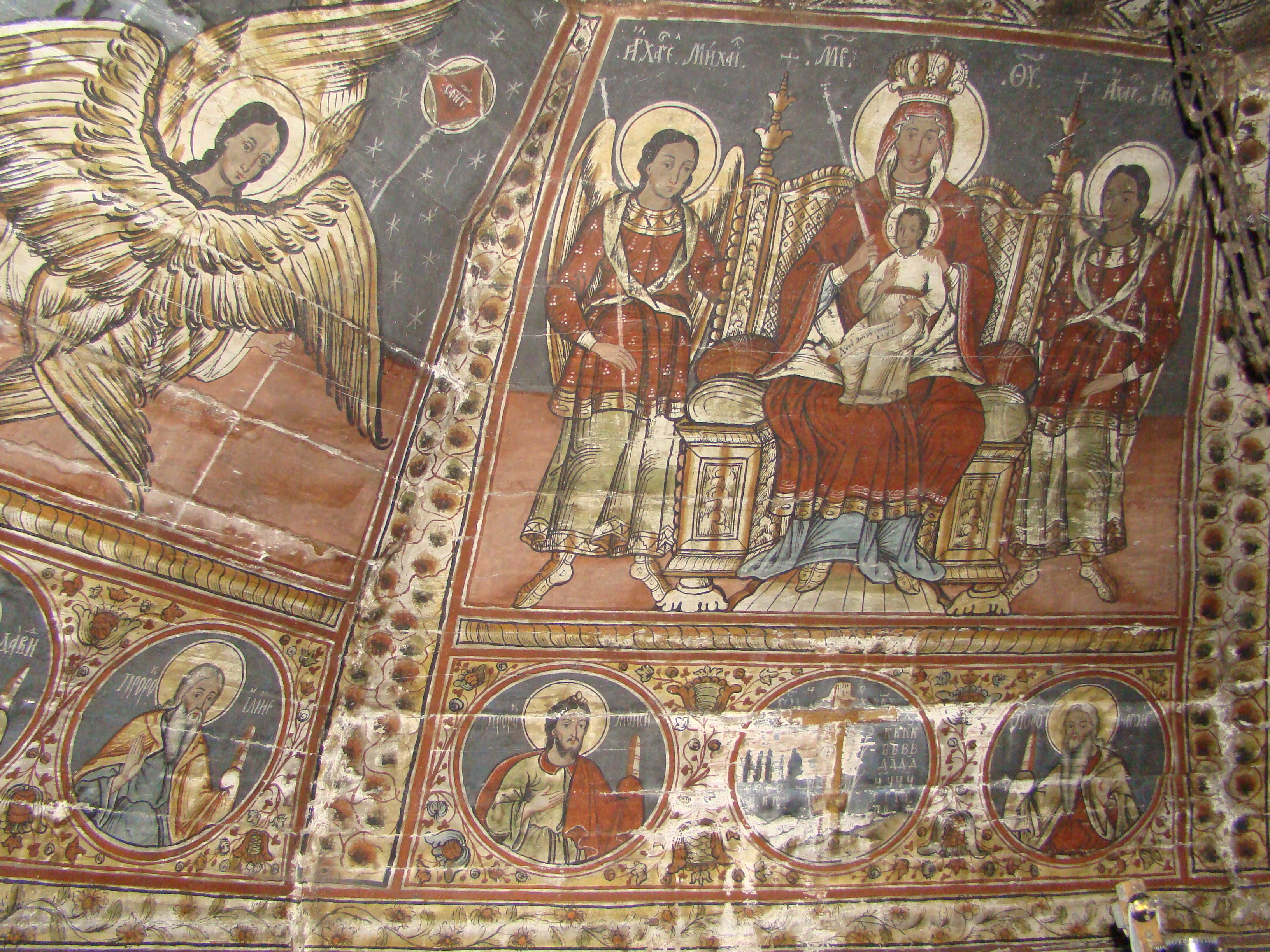
Pictura interioară a bisericii de lemn din sat, monument istoric

Satul are două biserici ortodoxe: o biserică mică din lemn (secolul XVII), monument istoric, în care nu se mai slujește decât o dată pe an, și o biserica nouă, construită în prima jumătate a secolului XX.
Biserica nouă cu hramul Sfânta Treime
Prin anul 1935, populația din Valea Largă crescuse, biserica veche avea 150 de ani, era destul de neîncăpătore și cu acoperișul deteriorat. În aceste condiții, poporenii îndrumați de preotul paroh Vasile Gan au hotarât în 1836 să construiască o nouă biserică din grinzi de stejar, dar care necesita o cheltuială destul de mare. Sătenii au subscris ctitoria după posibilitățile lor. În opinia lui Vasile Oltean din Dealul Caselor, născut în 1926, S-a decis locul de biserică sub Dealul Citerii pentru ca și credincioșii de pe Dealul Caselor, care dispuneau de goroni batrâni pentru grinzi, să fie mai aproape de biserică. Contribuțiile au fost diferite, cei mai înstăriți subscriind cu mai mult. Astfel, mărturisește Eugen Pantea în monografia bisericii, Codrea Vasile (Cureșu), socul său, a dat pentru biserica banii de pe o pereche de boi. Tot banii de pe o pereche de boi i-a dat si Ioan Codrea (Codrescu) pentru pictarea bisericii, realizată de catre pictorul Alexandru Macrai.În 1950 s-a pictat tavanul bisericii de catre pictorul Coreolan Munteanu. Cu sume importante de bani au contribuit Borăștii, Găndreștii, Bouțăștii, Găzddoii, Ciurcu, a Cuiului, Codrea Vasile Vojei, ai lui Popeiu și alții. În funcție de contribuțiile lor s-au stabilit locurile în sacunele din biserica. Asftel că în 1947 bisreica a fost gata de sfințire. Evenimentul s-a produs in vara acelui an de către episcopul Nicolae Colan al Clujului, preot fiind Nicolae Rotaru Colesnic.. În 1980 s-au făcut importante reparații la biserică. S-a introdus curentul pe cheltuiala cantorului de atunci Macarie Ilie.
Din construirea bisericii nu putea lipsi elementul legendar, în principal prin crearea atmosferei de basm care a domnit in timpul sfințirii bisericii, aducerea de la șosea a episcopului Colan cu carul împodobit cu covoare și pernii, tras de patru boi cu funii și ciucuri în coarne. Despre puterea economică a satului și mândria satenilor, este relevantă povestea despre numărul foarte mare de atelaje care transportau lenul si scândura pentru acoperiș și care i-a impresionat pe sătenii din Satul din Jos. Se zice că convoiul de care era mai lung de zece km, că la intrarea primului car în Sălciua, nu ieșise ultimul de pe Valea Poșăgii de unde se aducea materialul de construcție. Sătenii s-au împotmoli cică chiar în final lucrului. Nu se găsea un binevoitor care să se depluseze cu caru 300 de km pentru a aduce clopotele, se pare de la Târgu Mures sau de la Cluj. După război drumul era rău și cu primejdii, apoi clocotele nu erau turnate și era nevoie să se aștepte cine știe cât la fabrică. În cele din urmă s-a oferit să aducă clopotele Belea Todor/Gandrea. Așa se explică existența numele lui de pe clopotul mare din turla bisericii.
Preoții bisericii din Valea Largă din ultima sută de ani
Biserica din Valea Largă a avutu patre de câțiva preoți vrednici, cărora obștea le păstrează o vie amintire și recunoștință. Din memoria ultimului veac și mai bine, se desprinde figura luminoasă a preotului localnic Eftimie Frăsilă, născut în anul 1846 și decedat în 1909, înmormantat cu cruce frumoasă în dreptul altarului bisericii vechi. Râvna cu care a îndrumat timp de 40 de ani poporenii în credința în Dumnezeu și a slujit în biserică a constituit un adevărat model ca și felul în care a promovat tradiția. Neavând urmași direcți, înainte de a muri, preotul Frăsilă a lăsat prin testament toată averea sa mobilă si imobilă, jumătate bisericii și jumătate preotului care va sluji în biserică.
Între anii 1910 - 1913 a slujit aici preotul Simion Vasinca, care a fost urmat de către preotul doctor Vasile Runceanu. Din 1919 a venit preot în Lătureni preotul Vasile Gan, care a suljit pâna în anul1937, cu un an înaintea morții având inițiativa de a se construi o nouă biserică. Între anii 1936/1937 - 1944 au sulit la biserica din Valea Largă preoții Vasile Pașca și Ioan C.Turcu. Intre 1945 - 1949 a fost preot Nicolae Rotaru zis și Colesnic. Din 1949 au slujit puțină vreme preoții Eugen Muntean, Ioan Sârbu și Gog Cornel, apoi Jurjia Dumitru, ca după el să vină din nou Gog Cornel. Este o perioadă foarte grea pentru biserica de aici, poate cea mai zbuciumată din ultima sută de ani, aceea a dictaaturii comuniste atee, când o parte dintre preoți au avut mult de suferit, unii dintre ei fiind privați de libertate pe motive politice. ... După decesul preotului Cornel Gog, care revenise în altar după detenție, a slujit, la două, uneori la trei saptămâni în biserica din Valea Largă preotul Ioan Todea, până în anul 1999, cand este trimis aici preot Marian Gheorghe Urcan, un preot tânăr și deosebit de energic, care repune în drepturile sale depline mica parohie din Valea Largă.
Crucile

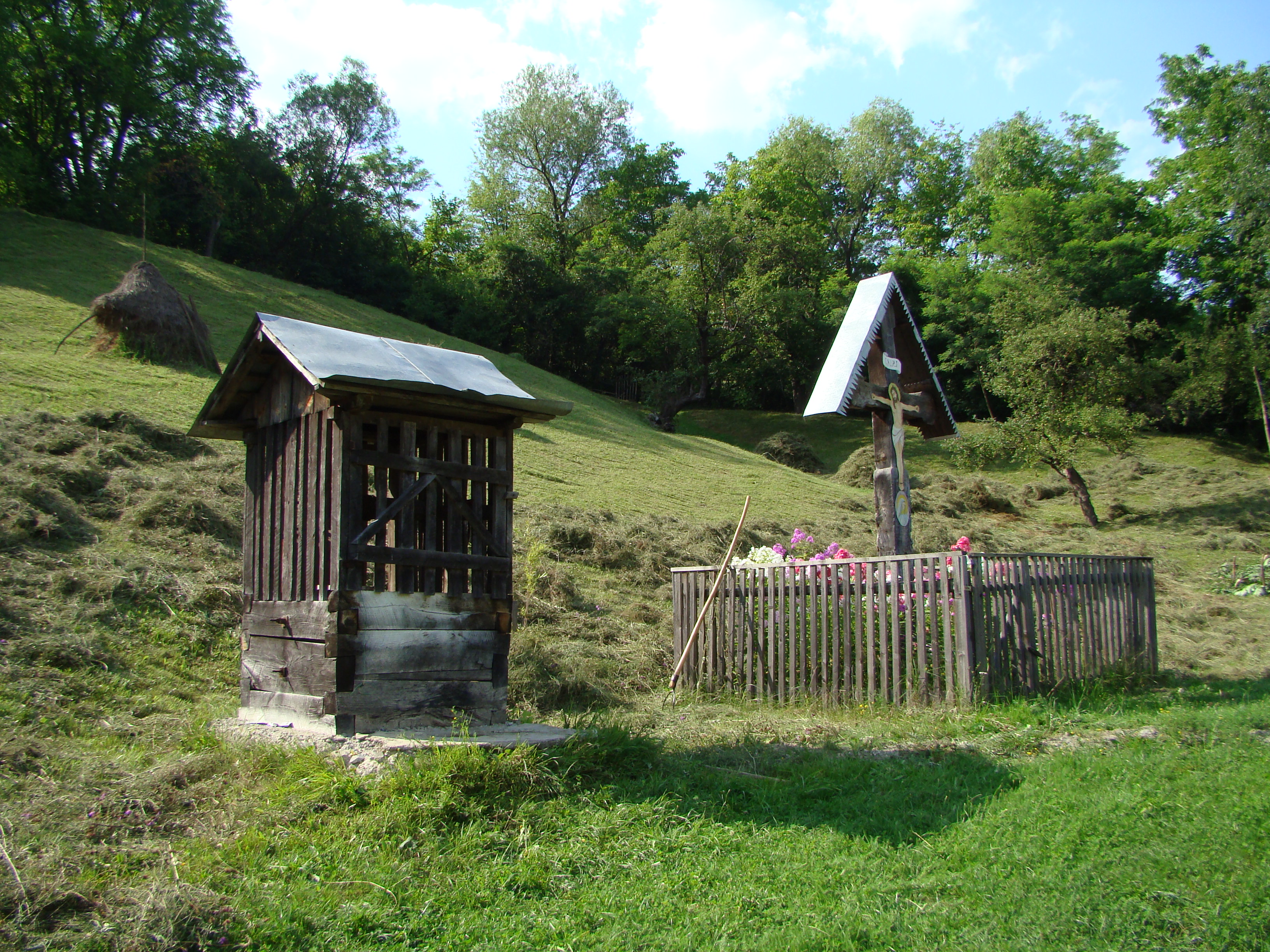

Crucea a avut și aici în acest sat de munte o semnificație deosebită, ea marcând sacralitatea, după opinia cuiva întâlnirea cu Dumnezeu. Erau desigur crucile de lemn sau din piatră din cimitir care exprimau credința în Dumnezeu și în mântuire, dar și toate celelalte cruci, cea din vârful turlei bisericii si cea mare dintre biserică și casa parohială, care a fost salvată de furia comuniștilor atei ce voiau să fie distrusă, dusă într-o noapte și instalată în vârful Citerii. Sunt pretutindeni în locurile cu culturi agricole și de pășunat cruci vechi de lemn sau de piatră, așa numitele cruci celtice sculptate, cu semnul soarelui între brațe, evocând Soarele Mântuirii. La aceste cruci de hotar se făceau slujbe religioase, sfeștanii primăvara când se ieșea cu animalele în imaș la colibă, și masluri la unele dintre ele, cum este crucea din șaua Crocanilor din Meterg, prilej cu care se întâlneau aici credincioșii din mai multe sate la rugăciune și sfințirea apei cu care stropeau mai apoi sălașele, holdele și animalele.

## Fiii satului
- poetul Victor Nistea
- scriitorul Cornel Nistea